# Armor Command
Armor Command est un jeu vidéo de stratégie en temps réel (STR) développé par Ronin Entertainment et publié par Ripcord Games en 1998 sur PC. Le jeu se déroule dans un univers de science-fiction et relate un conflit intergalactique entre les humains et des extraterrestres. Il combine un gameplay de stratégie en temps réel, en vue de dessus, avec des phases de jeu de tir à la première personne lors desquelles le joueur prend les commandes d'une de ses unités, comme dans Uprising ou Battlezone,. Le jeu propose quatre scénarios d'entrainement et deux campagnes composées de 18 missions.

## Accueil
| Armor Command         |      |       |
| Média                 | Pays | Notes |
| Computer Gaming World | US   | 3/5   |
| GameSpot              | US   | 70 %  |
| Gen4                  | FR   | 3/5   |
| Joystick              | FR   | 63 %  |
| PC Gamer UK           | GB   | 65 %  |
| PC PowerPlay          | AUS  | 86 %  |
| PC Zone               | GB   | 68 %  |